# إمبراطوري وملكي

شعار النبالة الإمبراطوري والملكي المتوسط النمسا-المجر (اعتبارا من عام 1915)

خريطة الإمبراطورية النمساوية (سيسليثانيا، باللون الوردي) والمجر الملكي (Transleithania، باللون الأخضر) ، مع البوسنة باعتبارها مشتركة عمارات

يشير تعبير إمبراطوري وملكي (بالألمانية kaiserlich und königlich)  إلى بلاط / حكومة هابسبورغ من منظور تاريخي أوسع. يقصر بعض المؤلفين المعاصرين استخدام هذا التعبير على الملكية المزدوجة لـ النمسا-المجر من 1867 إلى 1918.
خلال تلك الفترة، أشارت العبارة إلى أن ملك هابسبورغ حكم في وقت واحد باسم قيصر أو امبراطور Kaiser (إمبراطور النمسا) وملك König (ملك المجر) ، بينما تم ضم المنطقتين في اتحاد حقيقي (أقرب إلى اتحاد الدولتين في هذه الحالة). كانت أعمال الحكومة المشتركة، التي كانت مسؤولة فقط عن وزارة الخارجية الإمبراطورية والملكية ("I&R")، ووزارة الحرب الإمبراطورية والملكية، ووزارة المالية الإمبراطورية والملكية (التي كانت تموّل فقط الوزارتين الأخريين)، تُنفَّذ باسم "جلالته الإمبراطوري والملكي"، وكانت الهيئات الحكومية المركزية تحمل البادئة k. u. k. في أسمائها.

## الاستخدام الرمزي لكلمة "und" أو "u."
قبل عام 1867، كانت الأراضي الخاضعة لسيطرة العاهل الهابسبورغي في فيينا تستخدم المصطلحين kaiserlich und königlich أو kaiserlich-königlich بشكل متبادل. لم يكن أي من التهجئتين يحدد تسلسلاً هرميًا بين الممالك والسلالات الأميرية والدوقيات والكيانات السياسية الأخرى التابعة لسلالة هابسبورغ.
حكم ملوك هابسبورغ مملكتي المجر وكرواتيا ومملكة بوهيميا بصفتهم ملوكًا. وكان لقب الإمبراطور يُستخدم لوصف دورهم كرؤساء للكيان المكون من غالبية الدول الألمانية، والمعروف باسم الإمبراطورية الرومانية المقدسة، حتى عام 1806. ومنذ 11 أغسطس 1804، أصبح نفس اللقب، إمبراطور، يُشير إلى دورهم كحكام للإمبراطورية النمساوية التي أُعيدت تسميتها حديثًا في ذلك الوقت.
تم استخدام اسم "الجيش الإمبراطوري والملكي" منذ عام 1745، حيث أشار مصطلح "ملكي" إلى مملكة المجر الرسولية، التي لم تكن جزءًا من الإمبراطورية الرومانية المقدسة، لكنها كانت تحت حكم سلالة هابسبورغ.
بعد التسوية النمساوية-المجرية لعام 1867، أصرّ المجريون على استخدام "und" ("و") بدلاً من الواصلة "-" في جميع الاستخدامات، تماشياً مع الوضع المستقل الجديد للمملكة داخل أراضي هابسبورغ.
تم فرض استخدام عبارة "Kaiserlich und königlich" بمرسوم صادر في رسالة كتبها الإمبراطور في 17 أكتوبر 1889، لتُستخدم في الجيش والبحرية والمؤسسات المشتركة بين جزأي الإمبراطورية.
بعد ذلك، أصبح الاختصار k.k. يُستخدم فقط للإشارة إلى المؤسسات التابعة للجزء "النمساوي" من الإمبراطورية النمساوية-المجرية (سيسليثانيا). في المقابل، استُخدم الاختصار m.k. (بالمجرية: magyar királyi) أو kgl. kgl. (بالألمانية: königlich ungarisch)، وكلاهما يعني "ملكي مجري"، للإشارة إلى الهيئات الحكومية التابعة لمملكة المجر (Transleithanien).
في الوثائق الرسمية، يوفر الاختصار المستخدم معلومات عن الأراضي المستهدفة:
- k.k. أو k.-k.، وتعني "إمبراطوري (النمسا) – ملكي (بوهيميا)"، تشير إلى الإمبراطورية النمساوية قبل عام 1867 وإلى الجزء النمساوي من الإمبراطورية النمساوية-المجرية في الفترة من 1867 حتى 1918. k.u.k.، وتعني "إمبراطوري (النمسا) وملكي (المجر)"، تشير إلى الإمبراطورية النمساوية-المجرية في الفترة من 1867 حتى 1918.

## استخدامات أخرى
إن شيوع هذه العبارة في جميع الأمور الإدارية جعلها مرادفًا للإدارة الهابسبورغية، والتي يُشار إليها أحيانًا بـ "الملكية الك. و. ك." في المنشورات الأوروبية الوسطى حتى اليوم. احتفظت لغات أخرى في مملكة هابسبورغ بالاختصار الألماني أو استخدمته بالتبادل مع اختصاراتها الخاصة - مثل c. i kr. في الكرواتية، c. a k. أو c.-k. في التشيكية، cs. cs. في الهنغارية، I.R. في الإيطالية، c. i k. أو C.K. في البولندية، وغالبًا ما يتم وصله (cezaro-crăiesc) في الرومانية، c. a k. في السلوفاكية، وc. kr. في السلوفينية.
أدى اختصار "k.k." إلى نشوء اسم "كاكانيا" (الذي ينطق الحرف K [كاه] مرتين، ويذكر أيضًا بكلمة "كافا" في اللغات الأوروبية الوسطى). كان الهدف من هذا الاسم هو وصف مملكة هابسبورغ كحالة ذهنية، بيروقراطية وذات مجتمع رسمي ذو طبقات شديدة التفاوت. أصبح نقاش كاكانيا نقطة بارزة في المجلد الأول من رواية روبرت موزيل "الرجل الذي لا خصال له" (1930).

## الحواشي
1. ↑  Typically abbreviated as k. u. k., k. und k., k. & k. in German (the und is always spoken unabbreviated), cs. és k. (császári és királyi) in Hungarian, c. a k. (císařský a královský) in Czech, C. i K. (Cesarski i Królewski) in Polish, c. in k. (cesarski in kraljevski) in Slovenian, c. i kr. (carski i kraljevski) in Croatian, ц. и кр. (царски и краљевски) in Serbian, and I.R. (Imperiale Regio) in Italian